# Gräberfeld von Skrapstad

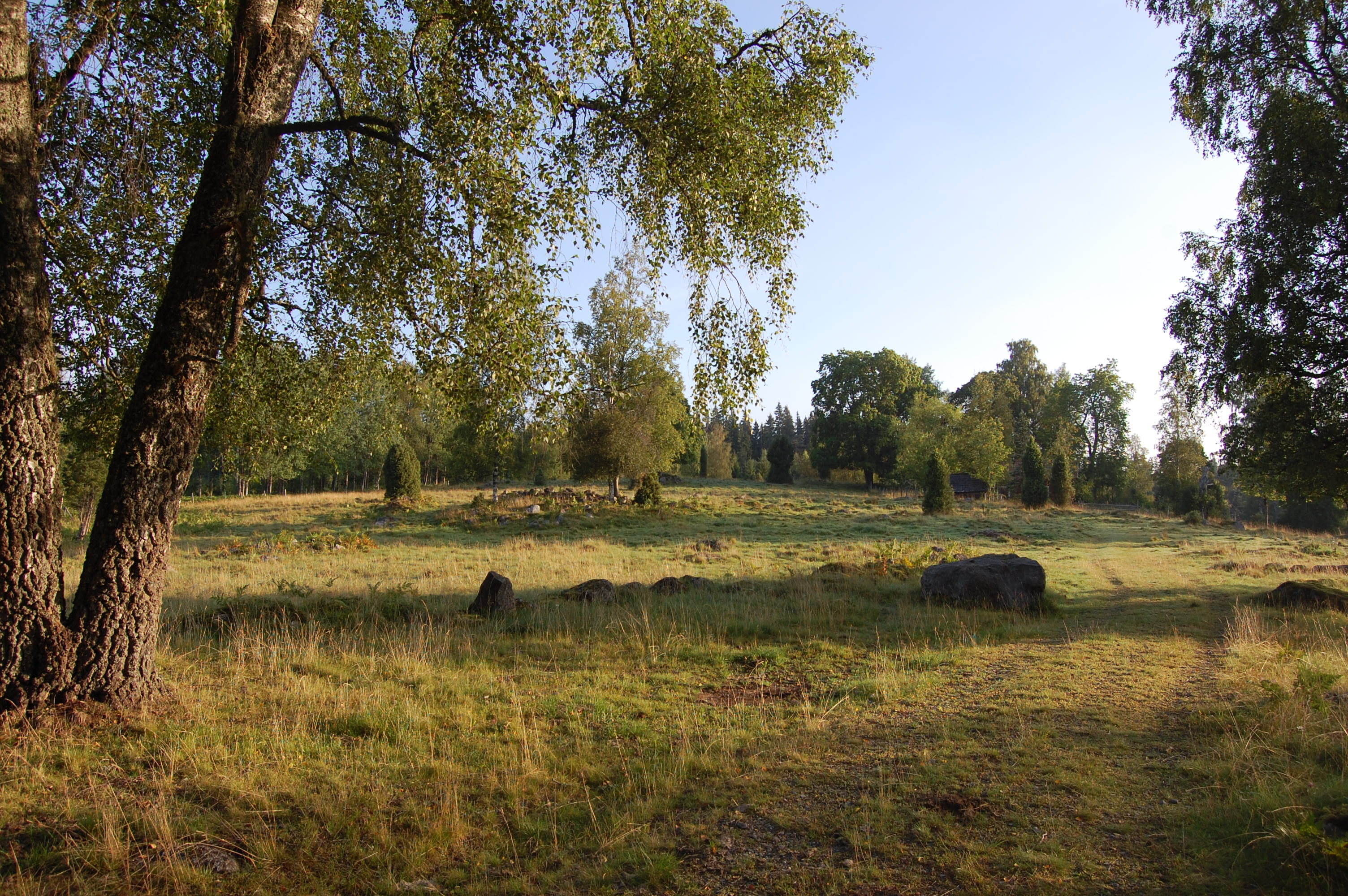
Gräberfeld von Skrapstad

Das Gräberfeld von Skrapstad (schwedisch: Skrapstads gravfält) ist eine prähistorische Grabanlage bei Skrapstad nördlich von Sävsjö in der schwedischen Gemeinde Sävsjö in der historischen Provinz Småland.
Das Gräberfeld zeichnete sich durch eine große Formenvielfalt prähistorischer Bestattungsformen aus. Es bestehen etwa 140 Steinsetzungen, darunter mehrere dreigezackte Stern und zwei besonders große flache Steinsetzungen. Nördlich einer auf dem Gelände bestehenden Pächterhütte befindet sich ein aus der Bronzezeit stammender Grabhügel.
1934 wurde eine der dreizackigen Strukturen ausgegraben, wobei jedoch keine Funde gemacht werden konnten. Es erscheint denkbar, dass es sich hierbei um ein Scheingrab, ein sogenanntes Kenotaph, für eine andernorts beigesetzte Person handelt.